# بطولة البرتغال الوطنية لكرة القدم للسيدات 2015–16
بطولة البرتغال الوطنية لكرة القدم للسيدات 2015–16 (بالبرتغالية: Campeonato Nacional de Futebol Feminino 2015–16‏) هو موسم من بطولة البرتغال الوطنية لكرة القدم للسيدات ‏. أقيم بتاريخ 5 سبتمبر 2015، وكان عدد الأندية المشاركة فيه 14، وفاز فيه C.F. Benfica ‏.